# Spathiomorpha tasmanica
Spathiomorpha tasmanica är en stekelart som beskrevs av Belokobylskij, Iqbal och Austin 2004. Spathiomorpha tasmanica ingår i släktet Spathiomorpha och familjen bracksteklar. Inga underarter finns listade i Catalogue of Life.